# Leksvik
Leksvik er en kommune i Nord-Trøndelag fylke i Norge. Den grænser i nord til Verran og i vest til Rissa. I syd ligger Trondheimsfjorden, og øst og syd for den ligger kommunene Frosta og Trondheim.

## Geografi
Kommunen har et kuperet landskab med flere toppe op i mod 600 meter. Det mest kuperede område ligger mellem Leksvik og Vanvikan, hvor blandt andet Kjerringklumpen med sine 602 meter ligger. I vest, mod grænsen til Rissa kommune ligger Storvatnet, Fosen's største sø. I syd falder landskabet brat ned i Trondheimsfjorden. I nordøst er der områder dækket af skov og mose, med toppe op i mod 550 meter. Her ligger også Grønsjøen og Meltingvatnet på grænsen til Mosvik kommune.
Leksvik kommune har to byer, Leksvik med 1.145 indbyggere og Vanvikan med 758 indbyggere. Kommunecenteret ligger i Leksvik, hvor der er en del højteknologisk industri og landbrug. Byen har både en stor grundskole, videregående skole, hotel og flere severdigheder, blandt andet Leksvik kirke fra 1667 og udsigtspunktet Våttåhaugen med ruiner af en tysk base fra anden verdenskrig.

## Historie
Ljoksa. er det ældste kendte navn på Leksvik som bliver nævnt i kongesagaerne. Hvad Leksvik egentlig betyder har ingen fundet ud af, fordi navnet er meget gammelt og har forandret sig gradvis fra århundrede til århundrede. Navnet Leksvik blev fastsat i 1917.
Lexviken Anno 1894 er en ganske omfattende beskrivelse af Leksvik i 1894. Da var Leksvik kendt under navnet Lexviken, og hele kommunen var baseret på primererhverv. Leksvik sogn havde ca. 2000 indbyggere, mens Stranda sogn havde ca. 1000 indbyggere. De fleste af gårdene i kommunen var ganske små. Leksvik var en lille by med kroen i centrum, 4 handelsmænd, 2 bagere, 1 smed, 2 skomagere, 1 skrædder, 1 farver og over 100 andre personer.